# Courtemanche

Courtemanche este o comună în departamentul Somme, Franța. În 1 ianuarie 2022 avea o populație de 99 de locuitori.